# 司馬晃 (下邳王)
司馬晃（？—296年），字子明，司州河內溫縣（今河南溫縣）人。西晉宗室，安平獻王司馬孚第五子。為人孝友貞廉，謙虛下士，甚得晉宗室們稱許。在晉官至司空。

## 生平
曹魏時獲封武始亭侯，官拜黃門侍郎，後改封為西安男，出任東莞太守。司馬炎代魏稱帝後，封司馬晃為下邳王，食邑五千一百七十六戶，並於泰始二年（266年）到封國。後來歷任長水校尉和南中郎將。
泰始九年（273年），司馬炎下詔稱司馬晃「清亮中正，體行明潔，才周政理，有文武策識。」任命他使持節、都督寧益二州諸軍事、安西將軍，領益州刺史。司馬晃以疾病為由不上任，於太康四年（283年）改任尚書右僕射。後來出任鎮東將軍、都督青徐二州諸軍事。
永熙元年（290年），晉惠帝司馬衷繼位，司馬晃入朝為車騎將軍，加散騎常侍。元康元年（291年），賈南風謀誅杨太后父楊駿，任命司馬晃領護軍駐屯東掖門。楊駿被誅殺後，与左仆射荀恺指杨太后谋危社稷，不可复配先帝，应该贬尊号，废为庶人囚禁于金墉城，有司奏请照办，获准。升任尚書令。後遷任司空，加侍中，繼續任尚書令。元康六年（296年）春正月逝世，獲追贈太傅，諡下邳獻王。西晋的宗室王族，只有司马晃及高密王司马泰有节俭之名。

## 子女

### 子
- 司馬裒，早卒。
- 司馬綽，有不治之症，封良城縣王。
- 司馬韡，司馬輔第三子，因司馬裒早死而司馬綽有病而過繼給司馬晃為後嗣。官至侍中、尚書。

### 孫
- 司馬韶，司馬韡子，司馬韡死後繼嗣。